# 梅鲁维尔
梅鲁维尔（法語：Mérouville，法語發音：[meʁuvil]）是法国厄尔-卢瓦省的一个市镇，属于沙特尔区。

## 地理
梅鲁维尔（48°17'46"N, 1°53'48"E）面积9.62 平方千米，位于法国中央-卢瓦尔河谷大区厄尔-卢瓦省，该省份为法国北部内陆省份，北起顺时针与厄尔省、伊夫林省、埃松省、卢瓦雷省、卢瓦-谢尔省、萨尔特省和奧恩省接壤。
与梅鲁维尔接壤的市镇（或旧市镇、城区）包括：戈梅维尔。

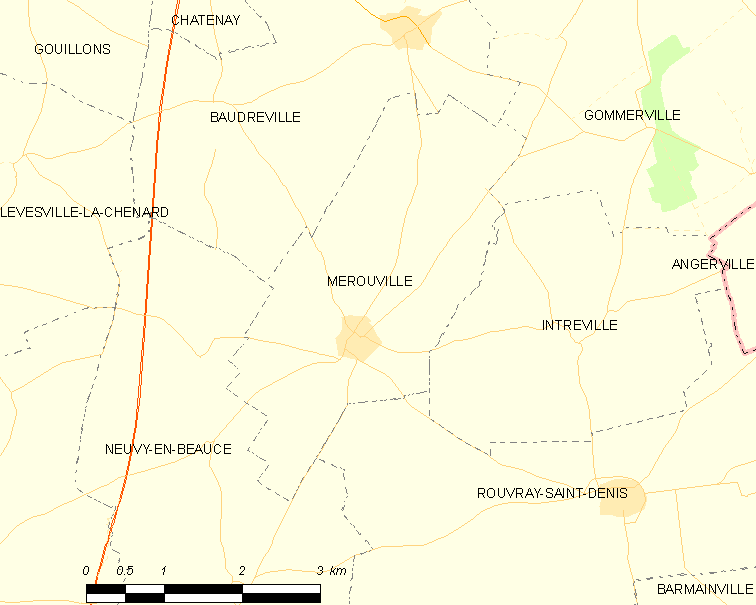
梅鲁维尔的OSM定位图

梅鲁维尔的时区为UTC+01:00、UTC+02:00（夏令时）。

## 行政
梅鲁维尔的邮政编码为28310，INSEE市镇编码为28243。

## 政治
梅鲁维尔所属的省级选区为莱维拉日沃韦安县。

## 人口

1962-2008年间梅鲁维尔人口变化图示

梅鲁维尔于2022年1月1日时的人口数量为215人。